# Lon Nil
Lon Nil (décédé le 28 mars 1970) est l'un des frères du Premier ministre cambodgien Lon Nol. Il est une victime collatérale du coup d'État de 1970.
Nil est le plus jeune fils de Lon Hin, un administrateur de district de l'époque coloniale française. Comme son frère Lon Nol, il fait ses études au Lycée Chasseloup-Laubat de Saïgon. Il devient commissaire de police du district de Memot dans la Province de Kampong Cham.
Alors que le prince Norodom Sihanouk est en voyage à l'étranger, le prince Sirik Matak et Lon Nol déposent le 18 mars 1970 Sihanouk en tant que chef de l'Etat.
Le 23 mars, Sihanouk appelle sur radio Pékin les cambodgiens à la révolte contre le nouveau gouvernement. Il y a des émeutes dans Kampong Cham le 26 mars, au cours desquelles le palais du gouverneur est pris d'assaut faisant plusieurs morts, notamment deux députés de l'Assemblée nationale, Kim Phon et Sos Saoun. Lon Nol y envoie son frère pour contrôler la situation. Lon Nil est pris à partie et battu à mort dans la ville de Tonle Bet par les émeutiers pro-Sihanouk.